# Andreas Maier (Autor)

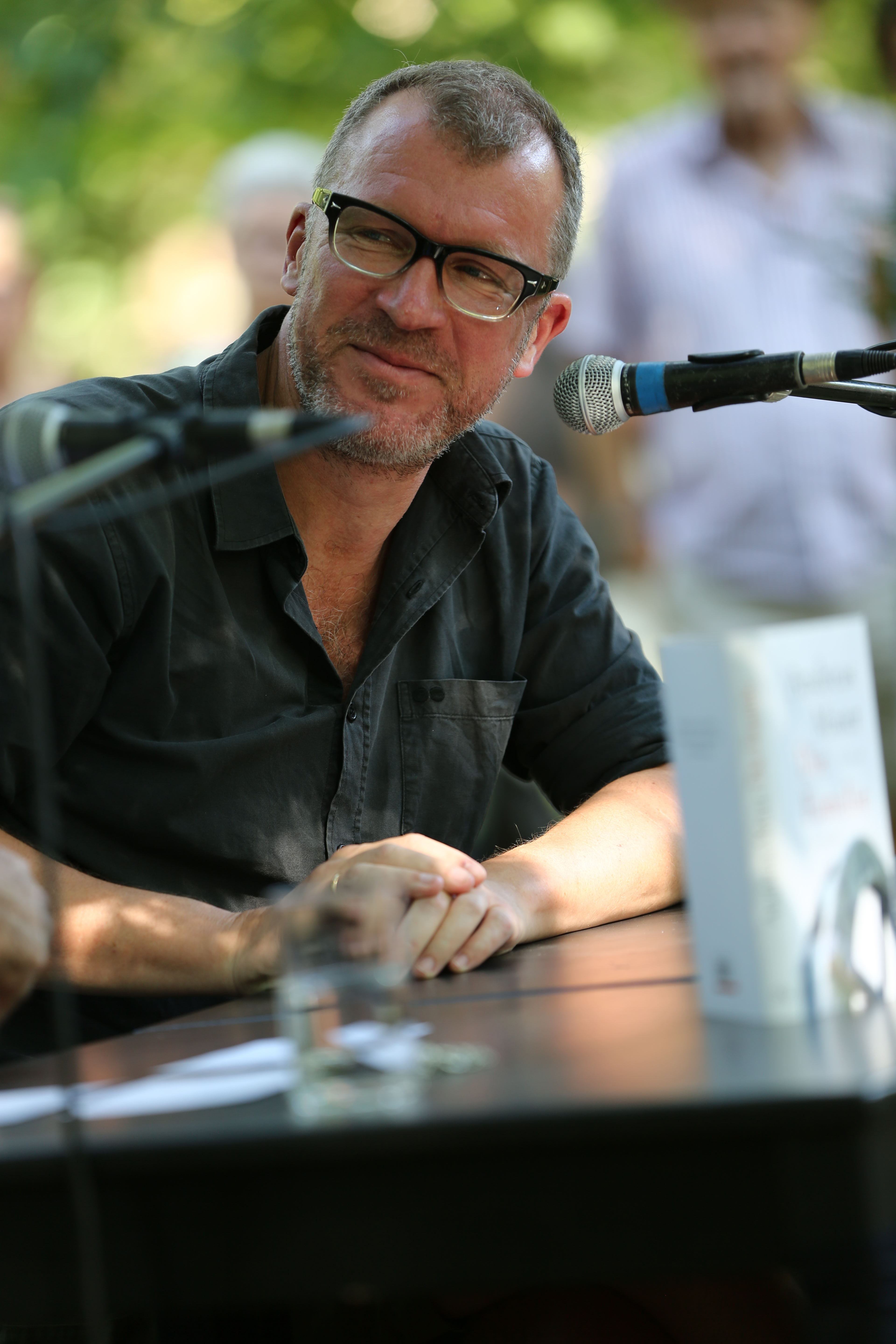
Andreas Maier auf dem Erlanger Poetenfest 2019

Andreas Maier (* 1. September 1967 in Bad Nauheim) ist ein deutscher Schriftsteller.

## Leben
Andreas Maier studierte Altphilologie, Germanistik und Philosophie in Frankfurt am Main. Er war Stipendiat der Konrad-Adenauer-Stiftung. In seiner Dissertation aus dem Jahr 2002 setzt sich Andreas Maier mit dem österreichischen Autor Thomas Bernhard auseinander (veröffentlicht als Die Verführung. Die Prosa Thomas Bernhards).
Maiers Werke spielen bevorzugt in der Wetterau, in Tirol oder Frankfurt und thematisieren gedankenlose Sprachkultur und (fehlgeleiteten) politischen Aktionismus. Maier äußert sich auch in Zeitungsartikeln und seinen Poetikvorlesungen zu Fragen der Politik, des Umweltschutzes und der richtigen Lebensführung.
Er schreibt für die Literaturzeitschrift Volltext die Kolumne Neulich. 2010 erschienen diese Kolumnen über seinen Onkel gesammelt in Onkel J. Heimatkunde. Seine Romane wurden in mehr als zehn Sprachen übersetzt. Maier lebte in Brixen, Frankfurt am Main, seit Frühjahr 2014 mit seiner Frau, der Theologin Christine Büchner, in Hamburg und aktuell wieder in Frankfurt/M. Er ist seit 2005 Mitglied des PEN-Zentrums Deutschland und seit 2015 Mitglied der Freien Akademie der Künste in Hamburg.

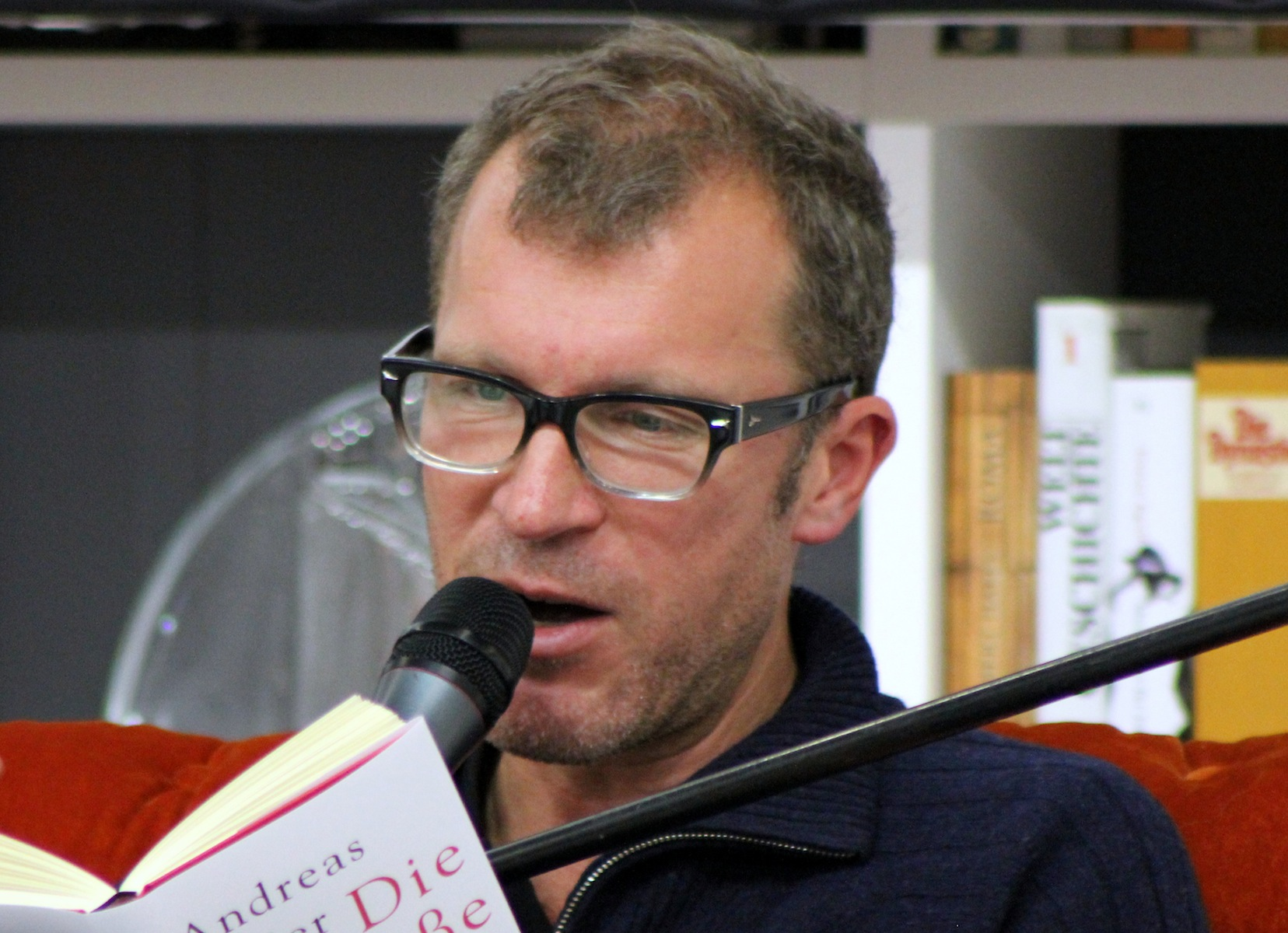
Andreas Maier Frankfurter Buchmesse (2013)

## Auszeichnungen
- 2000: Ernst-Willner-Preis beim Ingeborg-Bachmann-Wettbewerb
- 2000: Literaturpreis der Jürgen Ponto-Stiftung
- 2001: Aspekte-Literaturpreis
- 2001: Wetterauer Kulturpreis
- 2003: Clemens-Brentano-Preis
- 2003: Stipendium Künstlerhof Schreyahn
- 2004: Candide-Preis
- 2006: Stipendium der Villa Massimo
- 2007: Jahresstipendium Deutscher Literaturfonds
- 2009: Robert-Gernhardt-Förderpreis
- 2010: Wilhelm-Raabe-Literaturpreis
- 2011: Hugo-Ball-Preis
- 2011: Georg-Christoph-Lichtenberg-Preis
- 2011: Sepp-Schellhorn-Stipendium
- 2012: Franz-Hessel-Preis
- 2015/2016: Arno-Schmidt-Stipendium[6]

## Poetikdozenturen
2003 trat Maier die Mainzer, 2006 die Frankfurter Poetikdozentur an. 2007 hatte er die Poetikdozentur Junge Autoren der Fachhochschule Wiesbaden inne. Die Frankfurter Vorlesungen wurden unter dem Titel Ich (2006) veröffentlicht. 2024 tritt Andreas Maier die Heidelberger Poetikdozentur an.

## Werke
- Wäldchestag. Roman. Suhrkamp Verlag, Frankfurt am Main 2000, ISBN 3-518-41172-1.
- Klausen. Roman. Suhrkamp Verlag, Frankfurt am Main 2002, ISBN 3-518-41340-6.

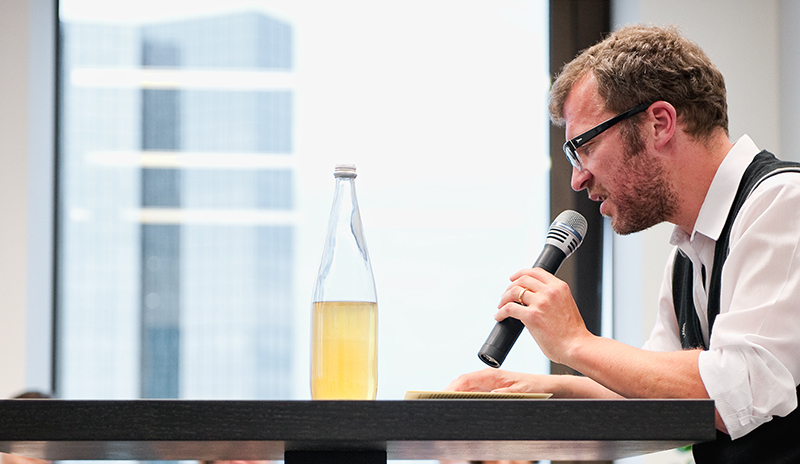
Bei einer Lesung – 2010

- Die Verführung. Wallstein Verlag, Göttingen 2004, ISBN 3-89244-859-0 (Die Prosa Thomas Bernhards).
- Kirillow. Suhrkamp Verlag, Frankfurt am Main 2005, ISBN 3-518-41691-X.
- Bullau – Versuch über Natur. Heinrich & Hahn Verlagsgesellschaft, Frankfurt am Main 2006, ISBN 3-86597-038-9 (mit Christine Büchner).
- Ich. Suhrkamp Verlag, Frankfurt am Main 2006, ISBN 3-518-12492-7 (Frankfurter Poetikvorlesungen).
- Sanssouci. Suhrkamp Verlag, Frankfurt am Main 2009, ISBN 978-3-518-42030-0.
- Onkel J.: Heimatkunde. Suhrkamp Verlag, Berlin 2010, ISBN 978-3-518-42134-5.
- Das Zimmer. Suhrkamp Verlag, Berlin 2010, ISBN 978-3-518-42174-1.
- Das Haus. Suhrkamp Verlag, Berlin 2011, ISBN 978-3-518-42266-3.
- Die Straße. Suhrkamp Verlag, Berlin 2013, ISBN 978-3-518-42395-0 (Roman).
- Der Ort. Suhrkamp Verlag, Berlin 2015, ISBN 978-3-518-42473-5 (Roman).
- Mein Jahr ohne Udo Jürgens. Suhrkamp Verlag, Berlin 2015, ISBN 978-3-518-42519-0.
- Rhetorik der Bedeutung. Korrektur Verlag, Mattighofen 2015, ISBN 978-3-9503318-6-8 (Thomas Bernhard in seiner Prosa).
- Der Kreis. Suhrkamp Verlag, Berlin 2016, ISBN 978-3-518-42547-3 (Roman).
- Die Universität. Suhrkamp Verlag, Berlin 2018, ISBN 978-3-518-42785-9 (Roman).
- Was wir waren. Suhrkamp Verlag, Berlin 2018, ISBN 978-3-518-46933-0 (Kolumnen).
- Die Familie. Suhrkamp Verlag, Berlin 2019, ISBN 978-3-518-42862-7 (Roman).
- Die Städte. Suhrkamp Verlag, Berlin 2021, ISBN 978-3-518-42993-8 (Roman).
- Die Heimat. Suhrkamp Verlag, Berlin 2023, ISBN 978-3-518-43115-3 (Roman).
- Der Teufel. Suhrkamp Verlag, Berlin 2025, ISBN 978-3-518-43231-0 (Roman).

## Zu einzelnen Werken

### „Wäldchestag“ (2000)
Wäldchestag erzählt vom Sterben Sebastian Adomeits, über dessen Vermögen wilde Gerüchte kursieren. Die Beerdigung des Verstorbenen findet an einem Pfingstsonntag statt, die angereisten Verwandten müssen sich aber noch bis Pfingstdienstag gedulden (an dem im Frankfurter Raum traditionell der sogenannte Wäldchestag gefeiert wird), bis das Testament eröffnet werden darf.
Die Literaturkritik zog Vergleiche zur Prosa Thomas Bernhards und dessen „Beobachtungszwang“, aber auch zu den Romanen Eckhard Henscheids und Arnold Stadlers. Ulrich Greiner nannte das im Konjunktiv geschriebene Buch einen „Geniestreich“, Edo Reents ein „irritierendes Glanzstück“, Sibylle Cramer bemängelte dagegen, der Roman verirre sich „in den Stoffmassen eines realistischen Gesellschaftsromans“.

### „Klausen“ (2002)
In Maiers zweitem Roman wird die Südtiroler Kleinstadt Klausen in der Nähe von Bozen, die von dem gigantischen Viadukt der Brennerautobahn dominiert wird, zum Ort kleinkrimineller Verstrickungen und Intrigen. Im Mittelpunkt steht dabei der als „fleißiger Nichtsnutz“ bezeichnete Josef Gasser, Angestellter des Fremdenverkehrsvereins und Bruder einer bewunderten Schauspielerin.
Die Literaturkritik nannte den Roman, der ohne einen einzigen Absatz auskommt, eine „böse Provinzsatire“ mit einem „Hang zur Groteske“, erzählt aus der Sicht eines „allwissenden Anekdotenerzählers“, der in „Konjunktive[n], verschwiemelte[n] Satzkonstruktionen, Assoziationsgestrüpp“ schwelge. Raffiniert und kunstfertig nennt Marius Meller Maiers Talent, Gruppenphänomene zu beschreiben. Thomas Steinfeld konstatierte, Maier habe „seinen ersten Roman noch einmal geschrieben“, Ulrich Greiner bemängelte zwar die fehlende „Plastizität“ des Figurenpersonals, bescheinigt dem Werk aber 200 Seiten „vergnügter Lektüre“; Maier habe die Hürde zum zweiten Roman mit „Schwung und Geschick“ genommen. Begeistert äußert sich Frauke Meyer-Gosau, unter anderem in Bezug auf Maiers Gabe, die Angst der Dorfbewohner vor Veränderung zu entlarven.

### „Die Verführung. Die Prosa Thomas Bernhards“ (2004)
In seiner Dissertation befragt Maier die Prosa Thomas Bernhards, in dessen Arbeiten er „permanente Verstellung als Stilisierung“ konstatiert.
Jan Süselbeck wirft Maier vor, er sei mit „literaturwissenschaftliche[r] Naivität“ auf dem „Niveau österreichischer Boulevardblattleser“ zu Werke gegangen. Paul Jandl las in der Promotionsarbeit „das paradoxe Phänomen einer negativen Theologie“, während Thomas Meissner den Eindruck gewinnt, Maier wolle Bernhard gegen „bestimmte affirmative und existenzialistische Lesarten in Schutz“ nehmen.

### „Kirillow“ (2005)
Inhalt des Romans: Frank Kober und Julian Nagel, die an der Frankfurter Universität studieren, beschäftigen sich mit der Frage, wie falsches und wahres Leben zu unterscheiden seien. Während Kober verstummt, hält Julian seinen Freundeskreis mit Provokationen in Atem. Bei einem Ausflug bringt Julian die Selbsttötung ins Spiel. Wenig später bricht die Gruppe zu einer Demonstration gegen die Castortransporte ins Wendland auf, bei der sie mit Gewalt konfrontiert werden.
Nico Bleutge bemängelte, der Roman stolpere über die „elementare Katastrophe […] der Inkonsequenz“, Ina Hartwig bezeichnete die im Roman verwendete Sprache als eine „Art Volksliteratur“, Thomas Steinfeld nennt Maier nach der Lektüre einen „besonders hoffärtigen deutschen Schriftsteller“ mit „onkelhafte[m] Humor“.
→ Frankfurt am Main in der Literatur. Andreas Maier Kirillow

### „Bullau“ (2006)
In Bullau, einer Mischung aus Erinnerungen, Recherchen und Reflexionen, beschreiben Maier und Christine Büchner anhand von Spaziergängen in der Wetterau und im Wendland, in Südtirol und im Odenwald ihre éducation naturelle.
Elisabeth von Thadden attestierte dem Buch, „die Sprache selbst zum Thema“ zu machen, Eberhard Rathgeb nannte es ein „Traktat über den Seelensegen der Naturerfahrung“.

### „Ich“ (2006)
In seinen persönlich gehaltenen Frankfurter Poetikvorlesungen berichtet Maier von seiner schriftstellerischen Arbeit, von seinen literarischen und persönlichen Vorbildern, wie Dostojewski, Lukrez, Thomas Mann, aber auch Wolf Schmidt, dem Schöpfer der TV-Serie Familie Hesselbach, in der die handelnden Figuren – ähnlich wie in Maiers Romanen – aneinander vorbei kommunizieren.
Als höchste literarische Referenz gilt Maier das Matthäusevangelium:

„Ich bin nur ein Mensch auf der Suche nach Worten, die längst schon gefunden sind, die im Matthäusevangelium schon alle dastehen, in perfekten logischen Sequenzen, schärfer, als Wittgenstein es je gekonnt hätte, eine erschöpfende Analyse dessen, warum wir falsch sind und warum wir dadurch schuldig werden vor allem und vor jedem, nämlich bloß kraft unseres wahrheitsfernen Tuns. […] Das größte philosophische Werk des Abendlandes. Das uns nichts sagt als bloß: Seid nicht. Das uns sagt: Wenn ihr aufhört, zu sein, dann seid ihr.“

Im weiteren Verlauf der Vorlesungen kritisiert der Autor den Literaturbetrieb und den – aus seiner Sicht – falschen, weil unreflektierten Umgang mit der Natur und ihren Ressourcen:

„Sie steigen in Berkersheim in Ihr Auto, kommen hierher, suchen sich einen Parkplatz, gehen in den Hörsaal und hören Andreas Maier. Diese Handlung ist falsch, schon allein wegen der Autofahrt. Jeder weiß, daß der Privatverkehr auf eine hinausgezögerte Katastrophe zusteuert. Diese müßte verhindert, nicht aber Maier angehört werden. […] Kurz gesagt, Sie suchen eine Abendunterhaltung und vernichten dafür die Welt, Sie schädigen alle Menschen, als zählten diese nicht, aber Ihre Abendunterhaltung.“

Steffen Martus las Maiers Vorlesungen als „Dokument der Wut und der Trauer eines Schriftstellers“, in dem er allerdings weder „überraschende Findungsgabe“ noch „Beobachtungsfähigkeit“ oder „überragende Intelligenz“ entdecken konnte.

### „Sanssouci“ (2009)
Auf dem Frankfurter Hauptfriedhof wird der tödlich verunglückte Regisseur Max Hornung beerdigt. Aus Potsdam sind die Trauergäste Merle Johansson mit ihrem kleinen Sohn Jesus angereist, die verwahrlosten Zwillinge Heike und Arnold und einige Fernsehmitarbeiter. Der Russlanddeutsche Alexej, Novize eines russisch-orthodoxen Klosters, ist aus München gekommen.
Ina Hartwig nannte den Roman „höchst merkwürdig“ und bescheinigte ihm de-sadesche Qualitäten. Gustav Seibt fand in den „ungeordneten satirischen […] Geschichtchen allenfalls minderes Tatort-Niveau“. Roman Bucheli störte sich am „Schwebezustand der Unentschiedenheit und Formlosigkeit“ des Romans.

### „Onkel J.: Heimatkunde“ (2010)
Diese  Kolumnensammlung speist sich aus Maiers für die Literaturzeitung Volltext geschriebenen Kolumnen Neulich. Hier spielt auch Maiers Onkel J. schon eine Rolle, der in dem Roman Das Zimmer wieder auftaucht.

### „Das Zimmer“ (2010)
Maier erhielt für ein Manuskript, das erneut die Wetterau thematisiert, den hessischen Robert-Gernhardt-Förderpreis 2009. Die Jury lobte „sprachliche Präzision, […] persönliche Intensität und Integrität“ und einen „genauen Blick auf die rabiaten Veränderungen der Landschaft der Wetterau“. Unter dem Arbeitstitel „Ortsumgehung“ plant Maier nach eigenen Aussagen ein elfteiliges Großwerk, dessen einzelne Titel bereits feststünden, u. a. „Das Zimmer“, „Das Haus“, „Die Straße“, „Der Ort“, irgendwann „Der Teufel“, zum Abschluss „Der liebe Gott“. Der Roman Das Zimmer, in dem der dem Leser bereits aus Maiers Kolumnenbuch Onkel J. Heimatkunde (2010) bekannte Onkel die Hauptfigur ist, erschien im September 2010.

### „Das Haus“ (2011)
Mit dem Roman Das Haus setzte Maier die angekündigte Romanserie im Dezember 2011 fort.

### „Die Straße“ (2013)
Als dritter Teil seiner auf elf Teile angelegten autobiografischen Romanserie erschien 2013 der Roman Die Straße.

### „Der Ort“ (2015)
Der vierte Teil der „Ortsumgehung“ erschien 2015 unter dem Titel Der Ort.

### „Mein Jahr ohne Udo Jürgens“ (2015)
Zweimal im Monat, ein Jahr lang erschien Maiers Kolumne zu Udo Jürgens (nach dessen Tod) auf dem Logbuch des Suhrkamp Verlags unter dem Titel Mein Jahr ohne Udo Jürgens. Das Buch zur Kolumne erschien 2015. Bei seiner Begegnung mit der Musik von Udo Jürgens vor 5 Jahren habe es einen „Augenblick der Selbstaufklärung“ gegeben, so der Autor, „in dem sich in mir plötzlich die Frage gestellt hat: ‚Was hast Du eigentlich gegen diese Musik? Mit welchem Vorurteil gehst Du an diese Musik heran?‘“.

### „Der Kreis“ (2016)
Als fünfter Band der „Ortsumgehung“ erschien im August 2016 der Roman Der Kreis.

### „Die Universität“ (2018)
Als sechster Band der „Ortsumgehung“ erschien im Februar 2018 der Roman Die Universität.

### „Die Familie“ (2019)
Als siebter Band der „Ortsumgehung“ erschien im Juni 2019 der Roman Die Familie.

### „Die Städte“ (2021)
Als achter Band der „Ortsumgehung“ erschien im März 2021 der Roman Die Städte.

### „Die Heimat“ (2023)
Als neunter Band der „Ortsumgehung“ erschien im März 2023 der Roman Die Heimat.

### „Der Teufel“ (2025)
Als zehnter Band der „Ortsumgehung“ erschien im März 2025 der Roman Der Teufel.

### Linksammlungen
- Linksammlung der Literatour Nord. Literatour Nord, 8. April 2003, abgerufen am 11. Februar 2018.
- Ulrich Goerdten: Kommentierte Linksammlung. Universitätsbibliothek der FU Berlin, archiviert vom Original (nicht mehr online verfügbar) am 11. Oktober 2013; abgerufen am 27. Dezember 2018.

### Texte von Maier
- Webauftritt zum Roman Kirillow. Suhrkamp Verlag, 14. November 2010, archiviert vom Original (nicht mehr online verfügbar); abgerufen am 29. Juli 2020.
- Andreas Maier: Gorleben. Die Zeit, 20. November 2003, abgerufen am 11. Februar 2018.
- Rede von Andreas Maier. In: castor.de. 8. November 2008, abgerufen am 27. Dezember 2018 (auf der Demonstration in Gorleben am 8. November 2008).
- Andreas Maier: Japan und die Folgen. Natur war gestern. Die Zeit, 24. März 2011, abgerufen am 11. Februar 2018 (Fukushima).
- Andreas Maier auf volltext.net